# Johann Nathanael Lieberkühn
Johann Nathanael Lieberkühn, född 5 september 1711 i Berlin, död där 7 oktober 1756, var en tysk anatom.
Lieberkühn blev medicine doktor i Leiden 1739, vistades därefter i London och Paris och var från 1740 verksam i Berlin. Han var en av 1700-talets främsta anatomer; han framställde utmärkta injektionspreparat och förfärdigade själv sina mikroskop, vilket han beskrev i avhandlingen Description d'un microscope anatomique (1745).
Lieberkühn ägnade sig särskilt åt tarmens anatomi. Hans disputation var De valvula coli et usu processus vermicularis och i Dissertatio de fabrica et actione villorum et intestinorum tenuium (1745) beskrev han de efter honom uppkallade körtlar, som utsöndrar tarmsaften, vilka dock tidigare upptäckts av andra, till exempel M.G. Galeazzi (1686-1775). Lieberkühn, vars skrifter utgavs 1782 av Sheldon med titel Dissertationes quatuor, invaldes som utländsk ledamot av svenska Vetenskapsakademien 1755.